# Petr Brdička
Petr Brdička (1. února 1947, Praha - 22. března 2021) byl český hokejový útočník. Po skončení aktivní kariéry působil jako trenér.

## Hokejová kariéra
V československé lize hrál za Spartu Praha a Duklu Jihlava. Odehrál 12 ligových sezón, nastoupil ve 406 ligových utkáních, dal 157 gólů a měl 111 asistencí. Ve Spartě působil i jako kapitán. V nižších soutěžích hrál za I. ČLTK Praha. Za reprezentaci Československa nastoupil 12. března 1969 v Pardubicích proti týmu USA.

## Klubové statistiky
| 1967/1968 | Sparta Praha  | 1. liga | 36 | 8  | 5  | 13 | 12 |
| 1968/1969 | Sparta Praha  | 1. liga | 35 | 11 | 13 | 24 | 2  |
| 1969/1970 | Sparta Praha  | 1. liga | 34 | 13 | 8  | 21 | 6  |
| 1970/1971 | Sparta Praha  | 1. liga | 25 | 3  | 6  | 9  | 4  |
| 1971/1972 | Sparta Praha  | 1. liga | 23 | 7  | 0  | 7  | 6  |
| 1972/1973 | Sparta Praha  | 1. liga | 35 | 9  | 9  | 18 | 6  |
| 1973/1974 | Sparta Praha  | 1. liga | 44 | 24 | 16 | 40 | 24 |
| 1974/1975 | Sparta Praha  | 1. liga | 44 | 17 | 7  | 24 | 16 |
| 1975/1976 | Sparta Praha  | 1. liga | 32 | 21 | 8  | 29 | 4  |
| 1976/1977 | Dukla Jihlava | 1. liga | 35 | 18 | 17 | 35 | 0  |
| 1977/1978 | Dukla Jihlava | 1. liga | 32 | 14 | 10 | 24 | 4  |
| 1978/1979 | Sparta Praha  | 1. liga | 31 | 12 | 12 | 24 | 2  |
| 1979/1980 | I. ČLTK Praha | 3. liga | -  | 5  | -  | -  | -  |